# DISE
La DISE (dall'inglese Drug Induced Sleep Endoscopy), chiamata anche sleep endoscopy, è un esame endoscopico per la diagnosi dei disturbi respiratori del sonno.
La procedura consiste nell’induzione del sonno grazie ad un farmaco ipnotico che addormenta il paziente, seguito da una valutazione endoscopica della respirazione; tale metodica fornisce informazioni sulle vie aeree superiori nel caso di restringimento o di ostruzione, nella patologia delle apnee ostruttive del sonno (OSA) e del russamento.
Tale metodica dovrebbe essere eseguita in selezionati pazienti quando questo esame aggiunga informazioni effettivamente utili.

## Indicazioni
La DISE fornisce informazioni aggiuntive sulle vie aeree superiori, sul tipo di restringimento che le vede coinvolte e sull'ostruzione in caso di apnea ostruttiva del sonno (OSA) nonché sul russamento. La metodica pertanto dovrebbe essere eseguita solo in pazienti selezionati, nei quali le informazioni aggiuntive ottenibili dalla sua applicazione sono considerate un valore aggiunto per il successivo trattamento del paziente.
Tradizionalmente la valutazione delle vie aeree superiori viene eseguita con paziente cosciente.
Secondo alcuni studi la DISE, rispetto alle valutazioni ottenibili con paziente vigile, può portare a modificazioni del piano di trattamento chirurgico fino in circa il 50% dei pazienti con OSA.

## Controindicazioni
La DISE dovrebbe essere eseguita in soggetti con un profilo di rischio anestetico accettabile.
Le controindicazioni assolute sono date da un punteggio ASA 4, dalla gravidanza e da allergia nota agli agenti sedativi utilizzati nella procedura.
L'obesità patologica rappresenta una controindicazione relativa, in considerazione che spesso questa condizione comporta che i soggetti affetti non possano essere considerati dei buoni candidati per la chirurgia delle vie aeree superiori o la terapia con apparecchi orali (OAT). Nel caso di obesità patologica e prima dell'esecuzione dell'esame si impone pertanto un'attenta considerazione delle opzioni di trattamento chirurgico.

## Procedimento
La DISE deve essere eseguita in ambiente clinico protetto (es. sala operatoria, sala di endoscopia, altro ambiente clinico che sia stato allestito con apparecchiature anestetiche standard) dove si possa effettuare il monitoraggio del paziente (es. monitoraggio cardiologico di base, monitoraggio pressione arteriosa e saturazione d'ossigeno, kit rianimatorio di base in caso di emergenza).
Normalmente la procedura avviene in condizione di day-hospital, anche se, in alcuni casi, può essere necessario prevedere di trattenere il paziente per una notte in ospedale (in base alle condizioni cliniche generali del paziente e all'attuazione o meno di manovre di tipo chirurgico).
L'equipe prevede la presenza dell'endoscopista, di un anestesista e di un altro sanitario il cui compito è monitorare il paziente e la sua risposta all'anestesia e alle varie fasi della procedura.
L'anestesista induce il sonno tramite un farmaco sedativo (ad esempio il propofol) e spinge il paziente al russamento o ad andare in apnea. La profondità della sedazione può essere controllata mediante uno strumento dedicato (il Bispectral Index -BIS).
A questo punto l'endoscopista (spesso un medico otorinolaringoiatra) introduce attraverso una fossa nasale l'endoscopio a fibre ottiche connesso ad una telecamera e ad un monitor. Sebbene non sia obbligatorio, un supporto digitale di registrazione (con o senza audio) è auspicabile perché permette l'archiviazione delle immagini e il successivo utilizzo dei filmati video per ricerca, consultazione di altri specialisti e per scopi educativi.
Talvolta in preparazione all'esame può risultare opportuno eseguire alcune misure preparatorie comprendenti la decongestionante nasale, l'anestesia nasale locale e l'utilizzo di farmaci antisecretori.

## Varianti
La aDISE (auditory Drug Induced Sleep Endoscopy) è una recente variazione, facente parte delle "DISE avanzate" o advanced DISE, che utilizza i potenziali evocati come metodo per la valutazione della sedazione in corso di DISE.